# Sonesta International Hotels
Sonesta International Hotels Corporation er en amerikansk hotelkoncern, der blev etableret i 1937 og er baseret i Newton, Massachusetts. Deres brands inkluderer Royal Sonesta, Sonesta, Sonesta Select, Sonesta Simply Suites, Sonesta ES Suites, Sonesta Posada del Inca, Sonesta Cruise Collection, America's Best Value Inn, Canada's Best Value Inn, GuestHouse Extended Stay, Hotel RL, Knights Inn, Red Lion Hotels og Signature Inn.